# 1954-es sakkolimpia
A 11. sakkolimpia 1954. szeptember 4. és szeptember 25. között Hollandiában, Amszterdamban került megrendezésre. Az olimpia megrendezésének jogát eredetileg az argentin szövetség kapta, azonban hat héttel annak kezdete előtt pénzügyi nehézségekre hivatkozva lemondta azt. Két nappal később jelentkezett a holland szövetség, hogy a szűk határidő ellenére kész megrendezni az eredetileg tervezett időpontban az eseményt.

## A résztvevők
Az eseményre előzetesen 30 ország nevezett, de csak 26 ország jelent meg, így is rekordszámú, 149 versenyzővel. A mezőnyt 19 nemzetközi nagymester és 38 nemzetközi mester alkotta. Ezúttal nem politikai okokból, hanem pénzügyi nehézségek miatt hiányzott az Amerikai Egyesült Államok válogatottja.
A szovjet csapatban először játszott sakkolimpián a világbajnok Botvinnik, és ezen az olimpián vett részt először a fiatal dán Bent Larsen, a későbbi évek egyik éljátékosa.
A csapatok 6 főt nevezhettek, akik közül egyidejűleg négy játszott. Meg kellett adni a játékosok közötti erősorrendet, és az egyes fordulókban ennek megfelelően ülhettek le a táblákhoz. Ez lehetővé tette, hogy táblánként állapítsák meg és hirdessék ki a legjobb egyéni eredményt elérőket.

## A verseny lefolyása
A csapatokat 4 elődöntő csoportba sorsolták, amelyekből az első három helyezett jutott az „A” döntőbe, a 4–6. helyezett a „B” döntő, a többiek a „C” döntő mezőnyét alkották.
A verseny mind az elődöntőben, mind a döntőben körmérkőzéses formában került megrendezésre. A csapat eredményét az egyes versenyzők által megszerzett pontok alapján számolták. Holtverseny esetén vették csak figyelembe a csapateredményeket, ahol a csapatgyőzelem 2 pontot, a döntetlen 1 pontot ért. A játszmákban 2 óra 30 perc állt rendelkezésre 40 lépés megtételéhez, majd további óránként 16 lépést kellett megtenni.
A versenyt, ezúttal meggyőző fölénnyel, a címvédő szovjet csapat nyerte az argentin válogatott előtt, és Jugoszlávia csapata szerezte meg a bronzérmet. Magyarország a 6. helyen végzett, játékosaink közül Barcza Gedeon teljesítményét kell kiemelni, aki a 3. táblán a mezőny legjobb eredményét elérve szerzett egyéni aranyérmet.

## A verseny eredményei

### Elődöntők
| Döntő | Ország      | 1 | 2  | 3  | 4 | 5  | 6  |  | + | − | = | Pont |
| ----- | ----------- | - | -- | -- | - | -- | -- |  | - | - | - | ---- |
| «A»   | Szovjetunió |   | 2  | 3½ | 3 | 4  | 4  |  | 4 | 0 | 1 | 16½  |
| «A»   | Hollandia   | 2 |    | 2½ | 3 | 3  | 2½ |  | 4 | 0 | 1 | 13   |
| «A»   | Izland      | ½ | 1½ |    | 3 | 3½ | 2½ |  | 3 | 2 | 0 | 11   |
| «B»   | Ausztria    | 1 | 1  | 1  |   | 3  | 3½ |  | 2 | 3 | 0 | 9½   |
| «B»   | Finnország  | 0 | 1  | ½  | 1 |    | 3  |  | 1 | 4 | 0 | 5½   |
| «B»   | Görögország | 0 | 1½ | 1½ | ½ | 1  |    |  | 0 | 5 | 0 | 4½   |

| Döntő | Ország        | 1 | 2  | 3  | 4  | 5  | 6  |  | + | − | = | Pont |
| ----- | ------------- | - | -- | -- | -- | -- | -- |  | - | - | - | ---- |
| «A»   | Argentína     |   | 2  | 2  | 3  | 3  | 4  |  | 3 | 0 | 2 | 14   |
| «A»   | Bulgária      | 2 |    | 2  | 2½ | 3½ | 3½ |  | 3 | 0 | 2 | 13½  |
| «A»   | Csehszlovákia | 2 | 2  |    | 2½ | 3  | 4  |  | 3 | 0 | 2 | 13½  |
| «B»   | Kanada        | 1 | 1½ | 1½ |    | 2½ | 3½ |  | 2 | 3 | 0 | 10   |
| «B»   | Olaszország   | 1 | ½  | 1  | 1½ |    | 3½ |  | 1 | 4 | 0 | 7½   |
| «B»   | Írország      | 0 | ½  | 0  | ½  | ½  |    |  | 0 | 5 | 0 | 1½   |

| Döntő | Ország        | 1  | 2  | 3  | 4  | 5  | 6  | 7  |  | + | − | = | Pont |
| ----- | ------------- | -- | -- | -- | -- | -- | -- | -- |  | - | - | - | ---- |
| «A»   | Izrael        |    | 1½ | 3  | 2½ | 3  | 3  | 3  |  | 5 | 1 | 0 | 16   |
| «A»   | Jugoszlávia   | 2½ |    | 2  | 3  | 2½ | 2½ | 1½ |  | 4 | 1 | 1 | 14   |
| «A»   | Svédország    | 1  | 2  |    | 2  | 2½ | 2½ | 4  |  | 3 | 1 | 2 | 14   |
| «B»   | Dánia         | 1½ | 1  | 2  |    | 1½ | 3½ | 2  |  | 1 | 3 | 2 | 11½  |
| «B»   | Norvégia      | 1  | 1½ | 1½ | 2½ |    | 2  | 2½ |  | 2 | 3 | 1 | 11   |
| «B»   | Franciaország | 1  | 1½ | 1½ | ½  | 2  |    | 3  |  | 1 | 4 | 1 | 9½   |
| «B»   | Saar-vidék    | 1  | 2½ | 0  | 2  | 1½ | 1  |    |  | 1 | 4 | 1 | 8    |

| Döntő | Ország       | 1  | 2  | 3  | 4  | 5  | 6  | 7 |  | + | − | = | Pont |
| ----- | ------------ | -- | -- | -- | -- | -- | -- | - |  | - | - | - | ---- |
| «A»   | Magyarország |    | 2½ | 1½ | 3  | 4  | 3  | 4 |  | 5 | 1 | 0 | 18   |
| «A»   | NSZK         | 1½ |    | 2½ | 3  | 2  | 3½ | 4 |  | 4 | 1 | 1 | 16½  |
| «A»   | Anglia       | 2½ | 1½ |    | 2½ | 1½ | 1½ | 4 |  | 3 | 3 | 0 | 13½  |
| «B»   | Svájc        | 1  | 1  | 1½ |    | 2½ | 3½ | 4 |  | 3 | 3 | 0 | 13½  |
| «B»   | Kolumbia     | 0  | 2  | 2½ | 1½ |    | 2½ | 4 |  | 3 | 2 | 1 | 12½  |
| «B»   | Belgium      | 1  | ½  | 2½ | ½  | 1½ |    | 3 |  | 2 | 4 | 0 | 9    |
| «B»   | Luxemburg    | 0  | 0  | 0  | 0  | 0  | 1  |   |  | 0 | 6 | 0 | 1    |

### Az „A” döntő végeredménye
| №  | Ország        | 1  | 2  | 3  | 4  | 5  | 6  | 7  | 8  | 9  | 10 | 11 | 12 |  | +  | − | = | Pont |
| -- | ------------- | -- | -- | -- | -- | -- | -- | -- | -- | -- | -- | -- | -- |  | -- | - | - | ---- |
| 1  | Szovjetunió   |    | 3½ | 2½ | 2½ | 3  | 3  | 2  | 3½ | 3½ | 3  | 3½ | 4  |  | 10 | 0 | 1 | 34   |
| 2  | Argentína     | ½  |    | 1½ | 3  | 2½ | 2  | 3  | 2½ | 3  | 2½ | 3  | 3½ |  | 8  | 2 | 1 | 27   |
| 3  | Jugoszlávia   | 1½ | 2½ |    | 2  | 2½ | 1½ | 3  | 3  | 3½ | 2  | 2½ | 2½ |  | 7  | 2 | 2 | 26½  |
| 4  | Csehszlovákia | 1½ | 1  | 2  |    | 3  | 2  | 1½ | 2  | 3  | 2½ | 3½ | 2½ |  | 5  | 3 | 3 | 24½  |
| 5  | NSZK          | 1  | 1½ | 1½ | 1  |    | 2  | 2½ | ½  | 2½ | 4  | 4  | 3  |  | 5  | 5 | 1 | 23½  |
| 6  | Magyarország  | 1  | 2  | 2½ | 2  | 2  |    | 1  | 3  | 2  | 2  | 2  | 3½ |  | 3  | 2 | 6 | 23   |
| 7  | Izrael        | 2  | 1  | 1  | 2½ | 1½ | 3  |    | 3  | ½  | 3  | 2  | 2½ |  | 5  | 4 | 2 | 22   |
| 8  | Hollandia     | ½  | 1½ | 1  | 2  | 3½ | 1  | 1  |    | 3  | 2½ | 3  | 2  |  | 4  | 5 | 2 | 21   |
| 9  | Anglia        | ½  | 1  | ½  | 1  | 1½ | 2  | 3½ | 1  |    | 2½ | 1  | 2½ |  | 3  | 7 | 1 | 17   |
| 10 | Bulgária      | 1  | 1½ | 2  | 1½ | 0  | 2  | 1  | 1½ | 1½ |    | 2½ | 2½ |  | 2  | 7 | 2 | 17   |
| 11 | Svédország    | ½  | 1  | 1½ | ½  | 0  | 2  | 2  | 1  | 3  | 1½ |    | 2  |  | 1  | 7 | 3 | 15   |
| 12 | Izland        | 0  | ½  | 1½ | 1½ | 1  | ½  | 1½ | 2  | 1½ | 1½ | 2  |    |  | 0  | 9 | 2 | 13½  |

## Az egyéni legjobb pontszerzők
Táblánként az első három legjobb százalékos arányt elérő versenyzőt díjazták éremmel az elődöntőben és a döntőben elért összesített eredményeik alapján. A magyarok közül Barcza Gedeon a harmadik táblán egyéni aranyérmet szerzett.
| H. | Versenyző neve | Ország      | Döntő | Pont | Játszmaszám | Százalék |
| -- | -------------- | ----------- | ----- | ---- | ----------- | -------- |
|    | Botvinnik      | Szovjetunió | A     | 8½   | 11          | 77,3     |
|    | Josep Kupper   | Svájc       | B     | 10   | 14          | 71,4     |
|    | Bent Larsen    | Dánia       | B     | 13½  | 19          | 71,1     |
| H. | Versenyző neve      | Ország      | Döntő | Pont | Játszmaszám | Százalék |
| -- | ------------------- | ----------- | ----- | ---- | ----------- | -------- |
|    | Frank Ross Anderson | Kanada      | B     | 14   | 17          | 82,4     |
|    | Julio Bolbochán     | Argentína   | A     | 11½  | 15          | 76,7     |
|    | Vaszilij Szmiszlov  | Szovjetunió | A     | 9    | 12          | 75       |
| H. | Versenyző neve  | Ország       | Döntő | Pont | Játszmaszám | Százalék |
| -- | --------------- | ------------ | ----- | ---- | ----------- | -------- |
|    | Barcza Gedeon   | Magyarország | A     | 12½  | 16          | 78,1     |
|    | David Bronstejn | Szovjetunió  | A     | 10½  | 14          | 75       |
|    | Palle Nielsen   | Dánia        | B     | 11½  | 16          | 71,9     |
| H. | Versenyző neve       | Ország      | Döntő | Pont | Játszmaszám | Százalék |
| -- | -------------------- | ----------- | ----- | ---- | ----------- | -------- |
|    | Paul Keres           | Szovjetunió | A     | 13½  | 14          | 96,4     |
|    | Edwin Bhend          | Svájc       | B     | 10   | 13          | 76,9     |
|    | Francesco Scafarelli | Olaszország | B     | 12½  | 17          | 73,5     |
| H. | Versenyző neve  | Ország      | Döntő | Pont | Játszmaszám | Százalék |
| -- | --------------- | ----------- | ----- | ---- | ----------- | -------- |
|    | Efim Geller     | Szovjetunió | A     | 5    | 7           | 71,4     |
|    | Andrija Fuderer | Jugoszlávia | A     | 8½   | 12          | 70,8     |
|    | Kovács Zoltán   | Ausztria    | B     | 9    | 13          | 69,2     |
| H. | Versenyző neve        | Ország        | Döntő | Pont | Játszmaszám | Százalék |
| -- | --------------------- | ------------- | ----- | ---- | ----------- | -------- |
|    | Sylvain Burstein      | Franciaország | B     | 8½   | 11          | 77,3     |
|    | Edgar Walther         | Svájc         | B     | 9½   | 13          | 73,1     |
|    | Alekszandar Matanović | Jugoszlávia   | A     | 6½   | 9           | 72,2     |

## A dobogón végzett csapatok tagjainak egyéni eredményei
| Szovjetunió - Mihail Botvinnik (+6 −0 =5) - Vaszilij Szmiszlov (+6 −0 =6) - David Bronstejn (+7 −0 =7) - Paul Keres (+13 −0 =1) - Efim Geller (+4 −1 =2) - Alekszandr Kotov (+4 −2 =0) | Argentína - Miguel Najdorf (+7 −1 =7) - Julio Bolbochán (+8 −0 =7) - Oscar Panno (+3 −3 =7) - Carlos Enrique Guimard (+3 −1 =2) - Héctor Decio Rossetto (+3 −2 =3) - Herman Pilnik (+3 -2 =2) | Jugoszlávia - Vasja Pirc (+3 −1 =9) - Svetozar Gligorić (+4 −2 =8) - Petar Trifunović (+3 −1 =8) - Braslav Rabar (+1 −3 =4) - Andrija Fuderer (+6 −1 =5) - Alekszandar Matanović (+5 −1 =3) |

## A magyar versenyzők eredményei
| Elődöntő (4. csoport)              |                                    |                   |         |                    |        |                 |          |          |       |                |        |    |
| 1                                  | Kolumbia                           | Cuéllar Gacharna  | 1       | De Greif           | 1      | Sánchez         | 1        |          |       | Rivera         | 1      | 4  |
| 2                                  | Belgium                            | O’Kelly de Galway | 1       | Dunkelblum         | ½      |                 |          | Gobert   | ½     | Lemaire        | 1      | 3  |
| 3                                  | Svájc                              | Kupper            | ½       |                    |        | Blau            | 1        | Bhend    | 1     | Walther        | ½      | 3  |
| 4                                  | Anglia                             |                   |         | Alexander          | ½      | Penrose         | ½        | Golombek | ½     | Wade           | 0      | 1½ |
| 6                                  | Luxemburg                          | Neu               | 1       | Philippe           | 1      | Kremer          | 1        |          |       | Jerolim        | 1      | 4  |
| 7                                  | NSZK                               | Schmid            | ½       | Pfeiffer           | ½      | Darga           | 1        | Joppen   | ½     |                |        | 2½ |
| „A” döntő                          |                                    |                   |         |                    |        |                 |          |          |       |                |        |    |
| 1                                  | Argentína                          | Miguel Najdorf    | ½       | Bolbochán          | 0      | Panno           | 1        |          |       | Pilnik         | ½      | 2  |
| 2                                  | Bulgária                           | Minev             | 0       | Milev              | 1      | Bobotsov        | 1        | Bobekov  | 0     |                |        | 2  |
| 3                                  | Izland                             | Pirc              | ½       | Svetozar Gligorić  | 1      | Rabar           | 1        |          |       | Trifunović     | 1      | 3½ |
| 4                                  | Szovjetunió                        | Mihail Botvinnik  | ½       | Vaszilij Szmiszlov | 0      | David Bronstejn | ½        |          |       | Paul Keres     | 0      | 1  |
| 5                                  | Jugoszlávia                        | Pirc              | ½       | Gligorić           | 1      | Trifunović      | ½        |          |       | Rabar          | ½      | 2½ |
| 6                                  | NSZK                               | Unzicker          | 1       | Schmid             | ½      | Pfeiffer        | 0        |          |       | Darga          | ½      | 2  |
| 7                                  | Csehszlovákia                      | Pachman           | ½       |                    |        | Filip           | ½        | Zita     | ½     | Šajtar         | ½      | 2  |
| 8                                  | Hollandia                          | Max Euwe          | 1       | Donner             | 0      | Prins           | 1        |          |       | Van Scheltinga | 1      | 3  |
| 9                                  | Svédország                         | Stahlberg         | 0       | Lundin             | 1      | Hörberg         | 1        |          |       | Nilsson        | 0      | 2  |
| 10                                 | Anglia                             | Alexander         | 0       | Penrose            | 0      | Wade            | 1        |          |       | Clarke         | 1      | 2  |
| 11                                 | Izrael                             | Porath            | 0       | Czerniak           | 0      | Aloni           | ½        |          |       | Kniazer        | ½      | 1  |
| Szerzett pontszám (Játszmák száma) | Szerzett pontszám (Játszmák száma) | 8½ (16)           | 8½ (16) | 8 (15)             | 8 (15) | 12½ (16)        | 12½ (16) | 3 (6)    | 3 (6) | 9 (15)         | 9 (15) |    |